# Immanuel Nobel
Pour les articles homonymes, voir Nobel.
Immanuel Nobel, né le 24 mars 1801 à Gävle, mort le 3 septembre 1872, est un ingénieur, architecte et homme d'affaires suédois, père de Robert Nobel, Ludvig Nobel, Emil Nobel et Alfred Nobel, le fondateur du prix Nobel, ainsi que le grand-père d'Emanuel Nobel.
Il met au point les torpilles utilisées pour la première fois lors de la guerre de Crimée. Il aide aussi à la mise au point de la nitroglycérine avec ses fils, dont l'un, Emil Oskar Nobel, meurt lors d'une explosion à l'usine paternelle d'Heleneborg à Stockholm en 1864.

## Biographie
Nobel avait quitté la Suède en 1838 pour la Russie, où il vécut vingt ans avec sa famille pour vendre ses inventions — une mine explosive sous-marine, par exemple, qui intéressa personnellement le tsar Nicolas Ier. Immanuel Nobel créa une usine d'armement, «Fonderies et Ateliers Mécaniques Nobel Fils», qui fit sa fortune jusqu'à la mort du tsar et à la défaite de la guerre de Crimée. Le nouveau tsar Alexandre II fit des coupes budgétaires dans le secteur des armées, ce qui mit l'entreprise en difficulté économique. En 1859, Ludvig, son fils, prit le relais à l'usine, ce qui permit le retour du père en Suède. Mais la faillite survint en 1862.
Immanuel Nobel a également créé la première usine de fabrication d'objets en caoutchouc en Suède, avec notamment la conception d'un matelas gonflable.